# Zakrzepica żyły wrotnej
Zakrzepica żyły wrotnej (łac. thrombosis venae portae, ang. portal vein thrombosis) – zwężenie żyły wrotnej przez zakrzep (najczęściej niewiadomego pochodzenia), które może obejmować różne odcinki układu wrotnego żyłę krezkową górną, żyłę śledzionową, pień żyły wrotnej oraz jej gałęzie wewnątrzwątrobowe.

## Postacie
- Bezobjawowa zakrzepica żyły wrotnej – zazwyczaj przypadkowo stwierdzana u chorych bez objawów zakrzepicy żyły wrotnej odmiana postaci przewlekłej, jednakże należy zaznaczyć, iż w wywiadzie na ogół chory podaje objawy wskazujące na uszkodzenie miąższu wątroby.
- Ostra zakrzepica żyły wrotnej - podstawowymi objawami są silny ból brzucha, wzdęcie i cechy niedrożności jelit czasem z krótkotrwała krwistą biegunką[a][3] i martwicą jelit. Śmiertelność w jej przebiegu sięga 80% i zależy od anatomicznej lokalizacji oraz rozległości zmian zakrzepowych[b][4].
- Podostra zakrzepica żyły wrotnej - powstawanie zmian jest kilku lub kilkunastodniowe[4], w obrazie klinicznym dominuje ból brzucha i oporne na leczenie wodobrzusze trwające 4-6 tygodni, z reguły nie dochodzi do martwicy jelit, powiększa się śledziona. W przypadku wytworzenia się wydolnego krążenia obocznego, dochodzi do wycofania się wodobrzusza. W takiej sytuacji możemy mówić o przejściu zakrzepicy podostrej w przewlekłą[5]
- Przewlekła zakrzepica żyły wrotnej - w tej postaci rozwija się przede wszystkim znaczne krążenie oboczne z charakterystycznym powiększeniem wątroby i widocznym krążeniem w powłokach ciała. U chorych ze zdrową wątrobą choroba często rozpoczyna się w dzieciństwie, gdy podczas pełnego zdrowia dochodzi do krwotoków z żylaków przełyku[5].

## Etiologia
W klasycznym ujęciu zakrzepica żyły wrotnej zgodnie z triadą Virchowa powodowana jest: zmianami w samych naczyniach, szczególnie uszkodzeniem ich śródbłonka (tępy uraz wątroby, zabieg operacyjny), zmianami w składzie krwi (stany nadkrzepliwości) oraz zastojem (marskość wątroby, ucisk z zewnątrz). Rozwija się w wyniku zwolnienia przepływu krwi, nadkrzepliwości, zapalenia lub naciekania przez nowotwór. Jednakże w większości przypadków  (według innych źródeł w około 50% ) przypadków nie udaje się ustalić przyczyny schorzenia. W tych przypadkach w których udaje się ustalić jego przyczynę u osób dorosłych jest to trombofilia (w tym przede wszystkim zespoły mieloproliferacyjne, która stanowi 60-75% przypadków, natomiast czynniki miejscowe (marskość wątroby, ropne procesy zapalne, urazy, guz nowotworowe i zapalne) to 40% przypadków.
- wewnątrzwątrobowa zakrzepica żyły wrotnej
  - choroby komórki wątroby
    - marskość wątroby
    - choroba Wilsona
    - wirusowe zapalenie wątroby (hepatitis fulminant)
    - zespół Budda-Chiariego

  - nowotwory wątroby
    - rak wątrobowokomórkowy
    - nowotwory przerzutowe wątroby

- zewnątrzwątrobowa zakrzepica żyły wrotnej
  - stany nadkrzepliwości
    - nabyty brak śledziony
    - niedobory enzymatyczne 
      - niedobór białka C
      - niedobór białka S
      - niedobór antytrombiny III

    - zespoły mieloproliferacyjne
      - czerwienica prawdziwa
      - nadpłytkowość samoistna

  - urazy wątroby
    - tępy uraz wątroby
    - urazy operacyjne 
      - resekcja wątroby
      - operacje na układzie wrotnym
      - splenektomia
      - cewnikowanie żyły pępkowej do transfuzji wymiennej krwi[c][4]
      - przeszczep wątroby

  - ucisk z zewnątrz na żyłę wrotną
    - guz zapalny 
      - torbiel
      - przewlekłe zapalenie trzustki

    - guz nowotworowy
      - rak trzustki
      - rak żołądka
      - rak pęcherzyka żółciowego

    - ciąża [d][1]

  - ropne procesy zapalne
    - zapalenie wyrostka robaczkowego
    - zapalenie trzustki
    - choroba Leśniowskiego-Crohna
    - zapalenie uchyłków
    - zapalenie dróg żółciowych
    - posocznica noworodków
    - zapalenie pępka

  - wady wrodzone żyły wrotnej 
    - atrezja żyły wrotnej
    - agenezja żyły wrotnej
    - zwężenie żyły wrotnej

  - choroby przewlekłe 
    - przewlekła niewydolność krążenia
    - zaciskające zapalenie wsierdzia

## Rozpoznanie
Rozpoznanie stawiamy na podstawie badań obrazowych USG z badaniem dopplerowskim, tomografii komputerowej, rezonansu magnetycznego, angiografii oraz pośrednio panendoskopii. U chorych z marskością wątroby, u których gwałtownie zwiększa się ilość płynu w  jamie otrzewnej, należy podejrzewać wystąpienie zakrzepicy żyły wrotnej. Po ustaleniu rozpoznania w każdym przypadku kiedy zakrzepica żyły wrotnej nie jest powikłaniem już rozpoznanego schorzenia, konieczna jest dalsza diagnostyka celem ustalenia ewentualnej etiologii.

### USG z badaniem dopplerowskim
Jest to najczęściej wykonywane badanie układu wrotnego , pozwala na ocenę wewnątrzwątrobowych i zewnątrzwątrobowych rozgałęzień układu wrotnego, szybkość przepływu (prawidłowa wartość 15–20 cm/s) i uwidocznić zakrzep w świetle żyły (świeży zakrzep czasem można uwidocznić jako echogeniczną strukturę w świetle żyły, natomiast w pozostałych przypadkach jego echogeniczność jest równa echgeniczności krwi i jest niewidoczny).
| postać     | poszerzenie żyły wrotnej | widoczny zakrzep w świetle żyły                                                    | krążenie oboczne | odwątrobowy przepływ krwi |
| ---------- | ------------------------ | ---------------------------------------------------------------------------------- | ---------------- | ------------------------- |
| ostra      | tak                      | tak                                                                                | nie              | nie                       |
| podostra   | tak                      | nie                                                                                | tak              | tak                       |
| przewlekła | nie                      | obraz hiperechogenicznych stref, układających się wzdłuż przebiegu naczyń wrotnych | tak              | tak                       |

### Tomografia komputerowa
Uwidacznia układ wrotny (jeśli jest drożny) i pokazuje bardzo dokładnie krążenie oboczne.

### Rezonans magnetyczny
Uwidacznia układ wrotny i pokazuje bardzo dokładnie krążenie oboczne. Nie ma przewagi obrazowania rezonansem magnetycznym nad tomografią komputerową w tym schorzeniu. 

### Angiografia
Wobec dużej wartości diagnostycznej ultrasonografii oraz tomografii komputerowej i rezonansu magnetycznego metody inwazyjnej angiografii takie jak splenoportografia bezpośrednia (wykonywana przez nakłucie śledziony i podawanie do niej bezpośrednio kontrastu), portografia bezpośrednia (wykonywana przez nakłucie tętnicy krezkowej lub pnia trzewnego, śródoperacyjne (nakłucie żyły wrotnej i podanie do niej bezpośrednio kontrastu), przezwątrobowo (poprzez nakłucie wątroby z wprowadzeniem kontrastu do żył wewnątrzwątrobowych) czy też przez wprowadzenie cewnika poprzez żyłę pępkową do lewej gałęzi żyły wrotnej są bardzo rzadko stosowane. W chwili obecnej do uwidocznienia układu wrotnego stosuje się angiografię subtrakcyjną.

### Panendoskopia
Potwierdza obecność żylaków przełyku i może pośrednio sugerować rozpoznanie zakrzepicy żyły wrotnej szczególnie u chorych bez marskości wątroby.

## Dalszy przebieg choroby
W dalszym przebiegu choroby na pierwszy plan wysuwają się objawy wynikające z wytworzenia krążenia obocznego, a w szczególności nawracające krwawienia z żylaków przełyku. W chorych bez marskości wątroby po opanowaniu krwawienia i uzupełnieniu objętości krwi krążącej dochodzi do bardzo szybkiej poprawy stanu. Czasem choroba ma przebieg łagodny i po kilku miesiącach dochodzi do rekanalizacji żyły wrotnej i odtworzenia przepływu wrotnego przez wątrobę. Niemniej jednak każde rozpoznanie zakrzepicy wrotnej rokuje poważnie, obarczone jest bowiem 20%  śmiertelnością

## Leczenie
Postępowanie z chorymi z zakrzepicą wrotną zależy od: lokalizacji, rozległości i czasu trwania zakrzepicy oraz od czynnika ją wywołującego.
- w przypadku ostrej zakrzepicy z objawami otrzewnowymi i martwicą jelit konieczne jest leczenie operacyjne.
- w przypadku ostrej zakrzepicy bez objawów otrzewnowych stosuje się leczenie leczenie fibrynolityczne
- w przypadku ostrej zakrzepicy bez objawów otrzewnowych w przebiegu czerwienicy prawdziwej stosuje się leczenie fibrynolityczne w połączeniu z chemioterapią[4]
- w przypadku zakrzepicy ograniczonej tylko do żyły śledzionowej wykonuje się zabieg usunięcia śledziony
- w przypadku postaci przewlekłej leczenie ogranicza się do zapobiegania krwawieniom z żylaków przełyku